# Đuro Savinović
Đuro Savinović (cyr. Ђуро Савиновић; ur. 1 marca 1950 w Dubrowniku, zm. 1 lutego 2021 tamże) – jugosłowiański i chorwacki piłkarz wodny i trener.

## Życiorys
Karierę zawodniczą zaczynał w 1962. Grał na pozycji obrońcy i środkowego. W reprezentacji Jugosławii wystąpił 156 razy występując między innymi na mistrzostwach świata w Belgradzie, w 1973 gdzie zdobył brązowy medal oraz w 1975 w Cali. Był również brązowym medalistą  mistrzostw Europy z 1974 w Wiedniu. Podczas letnich igrzysk olimpijskich w Montrealu w 1976 uplasował się wraz z drużyną na piątej pozycji. Jako zawodnik dwukrotnie w latach 1980 i 1981 zdobywał mistrzostwo Jugosławii, a w 1981 także Puchar Jugosławii. Był również zdobywcą Pucharu Mistrzów Europy z 1980. 
Odnosił również znaczne sukcesy jako trener prowadząc swoich podopiecznych po mistrzostwo Jugosławii i Puchar Jugosławii. Trenował również drużyny we Włoszech, Hiszpanii i Francji. Karierę trenerską zakończył w 2000.